# Hamuda (inslagkrater)
Hamuda is een inslagkrater op de planeet Venus. Hamuda werd in 2000 genoemd naar Hamuda, een Hebreeuwse meisjesnaam.
De krater heeft een diameter van 15,8 kilometer en bevindt zich in het quadrangle Fortuna Tessera (V-2).